# N

N چهاردهمین حرف از حروف الفبای لاتین است. نام انگلیسی آن «اِن» است.

## روند شکل‌گیری حرف N
| D |

| D |

## کاربرد

### در نگارش فارسی
این حرف معادل حرف / ن / در الفبای فارسی می‌باشد.

### در ریاضیات
در ریاضیات N مخفف (نچرال نامبر) به معنای عدد طبیعی است.

### در فیزیک
در فیزیک N نماد نیوتون یکای نیرو است.

### ناوبری
در ناوبری N مخفف واژه North (نورث) برای نمایش شمال است.

## نگارخانه

نشان‌واره نیکولا کورپوریشن